# 윌리엄 하워드 더럼

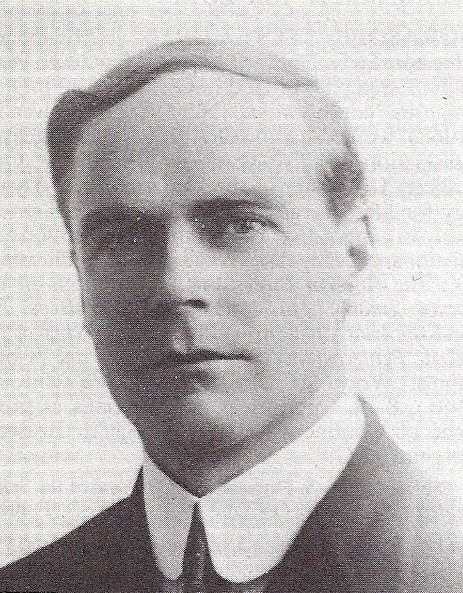

윌리엄 하워드 더럼 (William Howard Durham, 1873년 ~ 1912년)은 초기 오순절주의 설교자이자 신학자로, 완결된 사역 교리를 지지하는 것으로 잘 알려져 있다.

## 추가 자료
- Clayton, Allen L. (1979), "The Significance of William H. Durham for Pentecostal Historiography", in Pneuma: The Journal of the Society for Pentecostal Studies 1 (1): 28–29